# كيفين إيستمان
كيفين إيستمان (بالإنجليزية: Kevin Eastman) (و. 1962  م) هو فنان قصص مصورة، وناشر (حرفة)، وكاتب سيناريو أمريكي، ولد في بورتلاند، مين.

## وصلات خارجية
- كيفين إيستمان على موقع IMDb (الإنجليزية)
- كيفين إيستمان على موقع الموسوعة البريطانية (الإنجليزية)
- كيفين إيستمان على موقع ألو سيني (الفرنسية)
- كيفين إيستمان على موقع ميوزك برينز (الإنجليزية)
- كيفين إيستمان على موقع أول موفي (الإنجليزية)
- كيفين إيستمان على موقع قاعدة بيانات الأفلام السويدية (السويدية)
- كيفين إيستمان على موقع ديسكوغز (الإنجليزية)
- كيفين إيستمان على موقع قاعدة بيانات الفيلم (الإنجليزية)
- كيفين إيستمان على موقع كينوبويسك (الروسية)